# Sundamomum hastilabium
Sundamomum hastilabium là một loài thực vật có hoa trong họ Gừng. Loài này được Henry Nicholas Ridley mô tả khoa học đầu tiên năm 1899 dưới danh pháp Amomum hastilabium. Năm 2018, Axel Dalberg Poulsen và Mark Fleming Newman chuyển nó sang chi mới được mô tả là Sundamomum.

## Phân bố
Plants of the World Online cho rằng loài này có trong khu vực từ Thái Lan qua Malaysia bán đảo tới Sumatra.